# Bataille de San Juan de Ulúa
Pour la bataille du même nom ayant opposé l'Espagne à l'Angleterre pendant la guerre anglo-espagnole, voir bataille de San Juan de Ulúa (1568) et bataille de Veracruz.
Guerre de la pâtisserie
La bataille de San Juan de Ulúa également appelée bataille de Veracruz, se déroule le 27 novembre 1838 pendant l’intervention française au Mexique de 1837-1839, souvent appelée en espagnol « guerre des Pâtisseries » (Guerra de los Pasteles) ou encore « première intervention française au Mexique » (Primera Intervención Francesa en Mexico). 
Cette opération militaire a pour but, au départ, de régler le différend commercial opposant les deux pays à la suite des troubles qui secouent le Mexique après son indépendance. Le combat, mené par une petite escadre française aux ordres du contre-amiral Charles Baudin contraint le fort de Saint-Jean d’Ulloa à la capitulation le 28 novembre 1838. Devant la résistance du gouvernement mexicain, l'opération se prolonge jusqu'au 5 décembre avec un raid sur Veracruz pour désarmer la ville et tenter de capturer les chefs mexicains Antonio López de Santa Anna et Mariano Arista. 
La chute du fort, qui passe pour imprenable, fait découvrir aux observateurs militaires l'efficacité des nouveaux canons Paixhans tirant des obus explosifs à la place des traditionnels boulets. Sur le plan politique, cette bataille contribue à l’instabilité politique du Mexique, et sur le plan militaire à la modernisation des grandes marines de guerre. L'affrontement provoque sur le moment un émoi considérable puis tombe ensuite dans l’oubli à cause des conflits de plus grande envergure auxquels participent le Mexique et la France lors des décennies suivantes.

## Le contexte: les troubles au Mexique après l’indépendance du pays

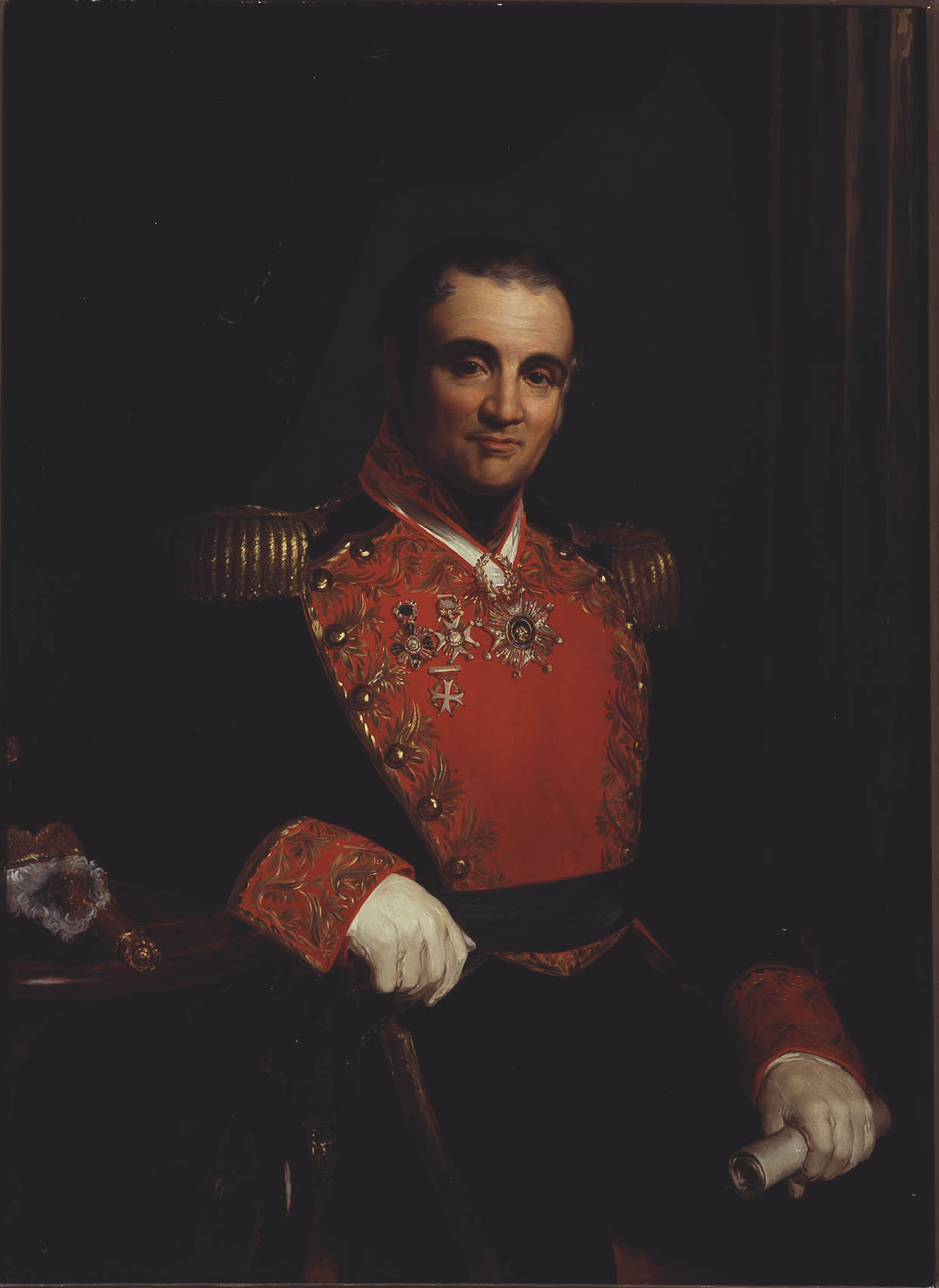
Anastasio Bustamante dirige le Mexique en 1838. Les pays connait des troubles graves qui lèsent les intérêts français et provoquent une intervention armée.

Dans les années qui suivent son indépendance en 1821, le Mexique connait des troubles politiques graves. Les différents généraux qui se disputent le pouvoir par les armes font de l’ancienne colonie espagnole un pays extrêmement instable : pas moins de vingt Présidents se succèdent en 20 ans. Ces violences portent atteintes aux populations civiles et aux résidents étrangers qui voient leurs entreprises constamment menacées ou saccagées, alors que le Mexique accueille d’importants investissements, notamment dans le secteur minier. Les 6 000 Français installés dans le pays comme commerçants, artisans ou restaurateurs, demandent régulièrement à leurs gouvernements d’intervenir. Pendant près de 10 ans, ceux-ci présentent des réclamations de plus en plus nombreuses et de plus en plus pressantes. Le gouvernement français multiplie les tentatives d’accords commerciaux, les demandes amiables d’indemnisations et les menaces d’interventions armées, sans succès. 
La patience des autorités françaises prend fin en 1837 : le gouvernement de Louis-Philippe décide d’en finir en lançant une expédition militaire. Elle intervient alors qu’un pâtissier français, M. Remontel, dont la boutique a été saccagée par des soldats ivres, demande une forte indemnité. Le gouvernement mexicain refuse, ce qui va donner à l’intervention française qui suit le surnom de « guerre des Pâtisseries »,. Intervention motivée aussi par les dettes que l’État mexicain a contractées auprès de la France et dont on redoute qu’elles ne soient jamais remboursées.
Une première division navale, aux ordres du capitaine de vaisseau Bazoche, quitte la métropole à la fin de l’année 1837 pour faire une démonstration de force sur les côtes mexicaines. Elle dispose de deux frégates et deux bricks qui mouillent devant Veracruz, l’un des principaux ports mexicains. La marine mexicaine étant inexistante, les Français saisissent de nombreux navires de commerce, mais le président Anastasio Bustamante ne cède pas. Le 16 avril 1838, après plusieurs mois de blocus, les relations diplomatiques sont rompues ce qui laisse place, en théorie, à l’action armée. Mais le fort de Saint-Jean d’Ulloa, qui défend Veracruz, passe pour inexpugnable. Les moyens dont disposent Bazoche sont beaucoup trop limités pour prétendre l’attaquer et les équipages français sont minés par la fièvre jaune.
Une seconde intervention, plus importante, est montée l’année suivante. Elle est placée sous la responsabilité de Charles Baudin, un vétéran expérimenté des guerres napoléoniennes qui avait soutenu de nombreux combats contre les Anglais et perdu un bras en 1808. Le gros de l’escadre quitte Toulon pendant l’été 1838, fait une escale à Cadix pour attendre les navires qui arrivent de Brest, puis file vers les Antilles. Une tempête disperse partiellement l'escadre pendant la traversée, mais le 29 octobre on mouille devant Veracruz. Au loin on aperçoit la cime neigeuse du pic d’Orizaba. La force navale met quelques jours à se concentrer car une partie des navires se trouvent à La Havane et certains, plus lents ou endommagés par la tempête n’arrivent que pendant la deuxième semaine de novembre.
Baudin dispose en additionnant ses forces à celles de son prédécesseur qu’il relève, de quatre frégates : l’Iphigénie (60 canons), la Néréide (50), la Gloire (50) et la Médée (50) contre amiral Théodore Leray. Une cinquième frégate, l’Herminie (60) qui faisait partie des forces de Bazoche, manque à l’appel car elle s’est échouée aux Bermudes. Suivent deux corvettes, la Créole (24) et la Naîade (24), puis les bricks, au nombre de huit : l’Alcibiade (20), le Lapérouse (20), le Voltigeur (20), le Cuirassier (18), l’Eclipse (10), le Dupetit-Thouars (10), le Dunois (10) et le Zèbre (10). Un neuvième brick, le Laurier (10), n’est pas présent car trop endommagé par la tempête, il a dû être dérouté sur La Havane. Deux navires à bombardes, porteurs chacun de deux mortiers, complètent la puissance de feu de l’escadre : le Cyclope et le Vulcain. Le Météore et le Phaéton, deux vapeurs à aubes doivent faciliter les manœuvres dans les eaux portuaires, et deux corvettes de charge non armées, la Fortune et la Caravane complètent la logistique. Baudin, qui a mis son pavillon sur la Néréide, dispose donc de 20 navires et 380 bouches à feu (tout type de canons confondus). C’est, sur le papier, une force respectable, mais on remarque l’absence de vaisseaux de ligne. Un choix qui ne doit rien au hasard, mais qu’il faut interpréter comme un signal envoyé à l’Angleterre que cette expédition, destinée à faire pression sur le Mexique, ne menace en rien sa suprématie navale. 
Baudin dispose aussi de trois compagnies d’artillerie de marine et d’un détachement du Génie. C’est somme toute fort peu, d’autant qu’il n’y a pas de troupes d’infanterie de marine : on ne voit donc rien qui puisse permettre un débarquement en masse sur un pays grand comme quatre fois la France, même si les instructions sont d’utiliser la force en cas de besoin, c'est-à-dire en cas de nouvel échec des négociations. 
Les deux bases françaises de la Martinique et de la Guadeloupe, situées à l’autre extrémité de l’arc antillais, sont à plusieurs milliers de kilomètres du golfe du Mexique, ce qui oblige l’escadre à utiliser La Havane comme port de relâche et la rend plus ou moins dépendante du bon vouloir espagnol.

## Le bombardement et la prise de Saint-Jean d’Ulloa (27-28 novembre)

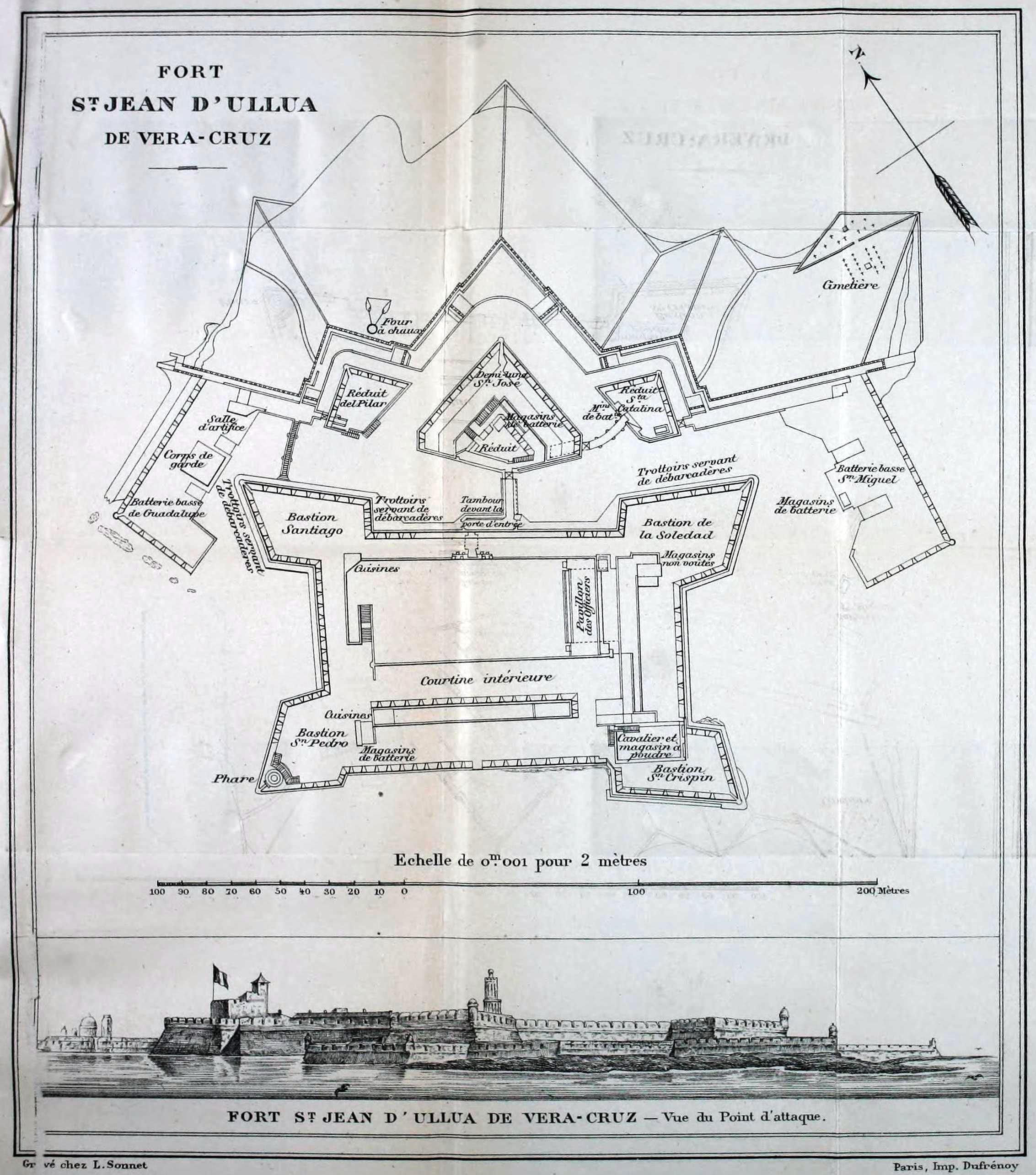
Plan et vue panoramique du fort Saint-Jean d’Ulloa en 1838. La place, jugé inexpugnable est surnommée le « Gibraltar des Indes » occidentales.

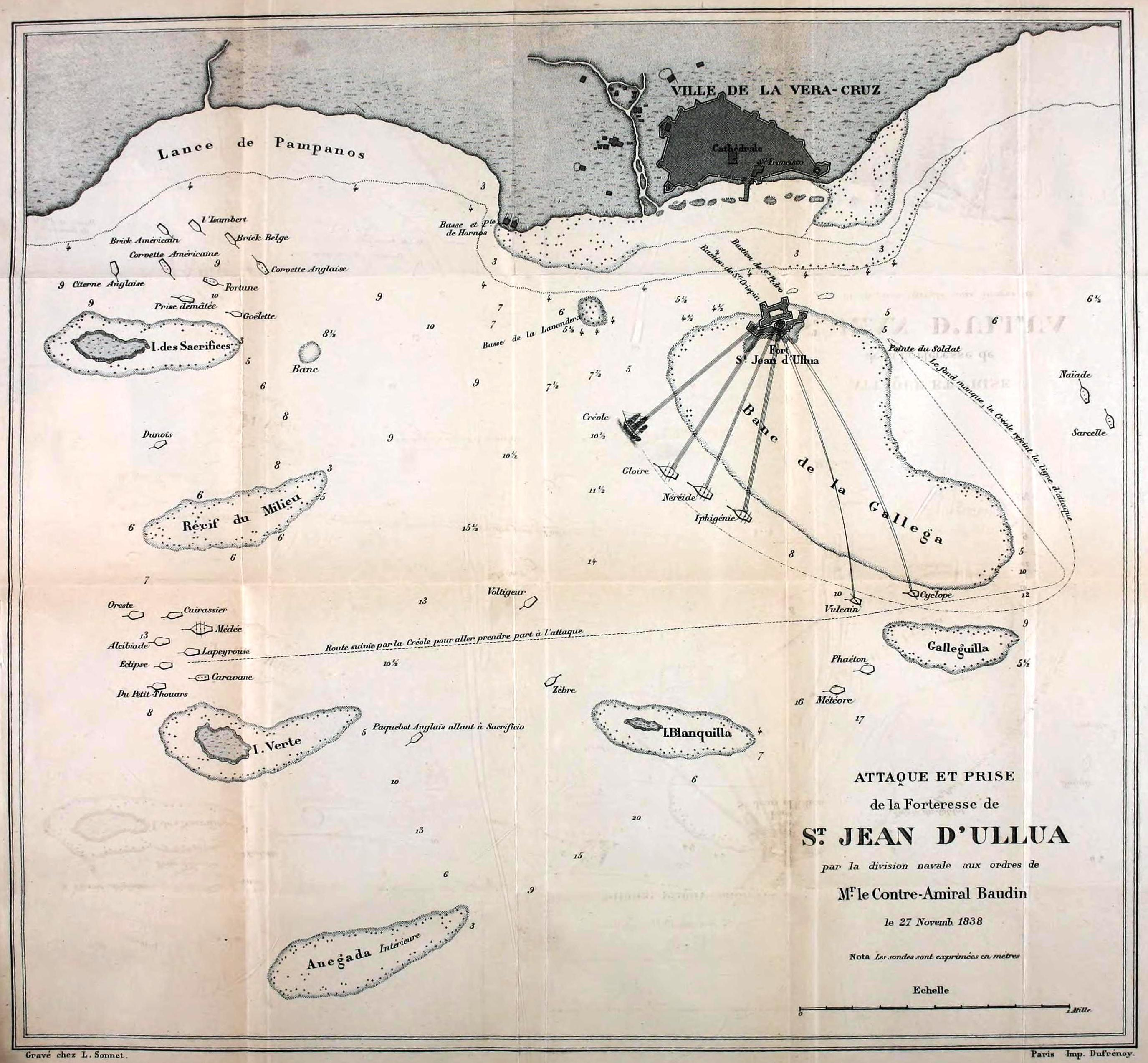
Plan du bombardement du fort avec position de tous les navires français.

Baudin, comme son prédécesseur, reprend les pourparlers avec le gouvernement d’Anastasio Bustamante, mais sans succès. Le blocus français perturbe l’économie mexicaine, mais pas au point de ruiner celle-ci. Le pays, essentiellement agricole, se suffit à lui-même et les Mexicains font passer leurs marchandises depuis le port de Corpus Christi au Texas, indépendant depuis peu, puis à travers le Río Bravo. 
Les Mexicains, qui n’ont pas de marine de guerre, jouent de leur seule carte possible : gagner du temps dans d’interminables négociations, jusqu’au moment où l’escadre française ayant épuisé ses vivres et devant faire reposer ses équipages, sera forcée de lever le blocus, à moins d’être relevée par une nouvelle force venue d’Europe, ce que n’a pas prévu le gouvernement de Louis-Philippe. Les dernières propositions françaises ayant été rejetées, Baudin fixe un ultimatum au 27 novembre à midi et commence à prendre ses dispositions pour le combat.
Les semaines de négociations qui ont précédé n’ont cependant pas été perdues car elles ont permis aux Français de reconnaître les eaux devant Veracruz. Les plages ont été examinées, les fonds sondés. Les officiers qui ont fait les allers-retours avec les dépêches ont collecté le maximum d’informations sur les troupes dont dispose le général Rincón, commandant supérieur de la province de la ville de Veracruz et de son point de défense principal, le fort de Saint-Jean d’Ulloa. Ce dernier, situé sur une île à 900-1 000 mètres devant la ville, passe pour imprenable, au point d’être surnommé le « Gibraltar des Indes » occidentales. Les renseignements donnent la place défendue par 186 bouches à feu (103 pièces de bronze et 83 pièces de fer) servies par une garnison de 800 hommes. Cependant, nombre de ces pièces sont obsolètes et beaucoup de soldats sont mal armés, nourris et équipés. L’île est entourée d’un vaste récif qui découvre à marée basse, mais une exploration plus poussée, menée de nuit par le prince de Joinville, qui commande la Créole, montre qu’un débarquement y est impossible. Baudin décide donc d’un bombardement en règle pour réduire la place.
Dans l’après-midi du 26, trois des quatre frégates se positionnent les unes derrière les autres devant le fort, deux d’entre elles étant remorquées près du récif par les petits vapeurs. Le 27 au matin, c’est au tour des deux bombardes d’être tractées sur leurs emplacements de tir, toujours près du récif. Le temps, très calme, favorise les opérations. La corvette la Créole reste sous voile en position d’observation alors que les autres navires se placent en retrait, un peu plus au sud, près de l’île Blanquila ou de l’île Verte (voir plan ci-contre). 
De nombreux navires neutres, venus depuis plusieurs semaines observer la situation, se massent près de la côte. Ces manœuvres provoquent une ultime tentative mexicaine : deux officiers viennent parlementer à bord de la frégate amirale, mais sans succès. À 14 h 0, Baudin les congédie avec un message de rupture destiné au général Rincón : « J’ai perdu tout espoir d’obtenir par des voies pacifiques l’honorable accommodement que j’avais été chargé de proposer au cabinet mexicain : je me trouve dans la nécessité de commencer les hostilités. »
À 14 h 30, les frégates la Gloire (50), la Néréide (50) et l’Iphigénie (60) ouvrent le feu, suivies par les bombardes Gloire et Vulcains. Baudin commente l’opération en ces termes : « Jamais le feu ne fut plus vif et mieux dirigé. Je n’eus d’autre soin que d’en modérer l’ardeur. De temps à autre je faisais le signal de cesser le feu pour laisser se dissiper le nuage de fumée qui nous dérobait la vue de la forteresse : on rectifiait alors les pointages et le feu recommençait avec une vivacité nouvelle. » Vers 15 h 30, la corvette la Créole, qui vient de contourner le fort le long des récifs nord, demande l’autorisation de se joindre au combat et se place en avant des frégates. Le navire se fait remarquer par la précision de son tir, dirigé par Joinville depuis sa dunette. Deux magasins de poudre sautent, puis c’est la tour des signaux qui explose dans un gigantesque panache de fumée et de débris. Une quatrième explosion se produit vers 17 h 0. Le tir des batteries mexicaines ralentit alors considérablement. Baudin ordonne le départ de la Gloire et de l’Iphigénie, à la remorque des vapeurs, et reste seul avec la Néréide et les bombardes. Au coucher du soleil, seules quelques pièces répondent encore au tir français. À 20 h 0, Baudin fait cesser le feu pour ne pas gaspiller inutilement les munitions. 
À 20 h 30, un canot mexicain vient aborder les navires français : ce sont des parlementaires envoyés par le commandant du fort pour demander un délai lui permettant d’en référer au général Rincón à Veracruz. Baudin lui accorde jusqu’à 2 h 0 du matin et écrit lui-même au général en le menaçant d’anéantir la forteresse et en lui offrant une « capitulation honorable ». Les défenseurs, très éprouvés, ont perdu plus de 220 hommes. Outre l’explosion des magasins à poudre, les munitions sont presque épuisées, une batterie haute est entièrement détruite et presque toute la ligne des défenses extérieures est hors d’usage. Les assiégés sont démoralisés, mais à 3 h 0 du matin le gouverneur n’a toujours pas répondu. Baudin durcit sa position en menaçant d’ouvrir le feu sur la ville si le fort ne capitule pas immédiatement,. Aux premières heures du jour, Rincón cède et signe la capitulation du fort et de la ville. Le fort est remis le jour même (28 novembre) aux Français qui y débarquent les trois compagnies d’artillerie. Baudin accepte que 1 000 soldats mexicains restent dans Veracruz pour le maintien de l’ordre, la ville n’étant pas investie par les Français dont les effectifs ne sont de toute façon pas suffisant pour une occupation en règle,. L’opération se termine alors qu’il faut quitter l’ancrage près des récifs car la mer se durcit. Les pertes sur les navires sont faibles : 4 tués et 29 blessés seulement, ce qui prouve que dès le début du combat, l’artillerie du fort a été surclassée par le feu des canons de marine.

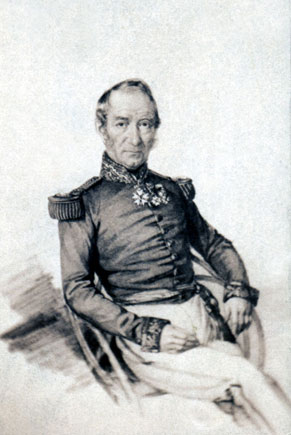
Le capitaine de vaisseau Bazoche, quitte la métropole à la fin de l’année 1837 pour faire une démonstration de force sur les côtes mexicaines.
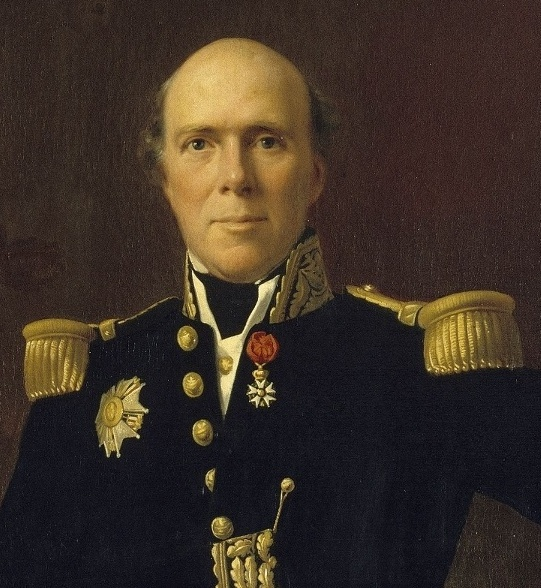
Charles Baudin, dispose d’une vingtaine de navires pour forcer les Mexicains à accepter les demandes d’indemnisations françaises.
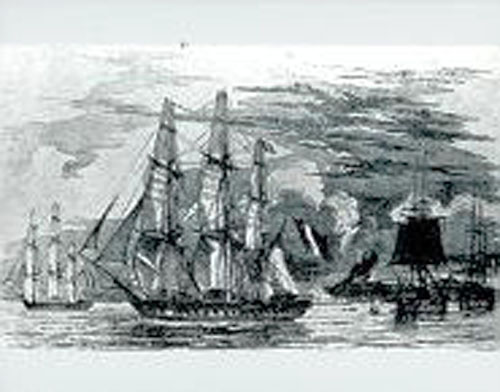
Navires français lors du blocus de 1837-1838. Malgré la pression militaire, le gouvernement mexicain rejette les demandes françaises.
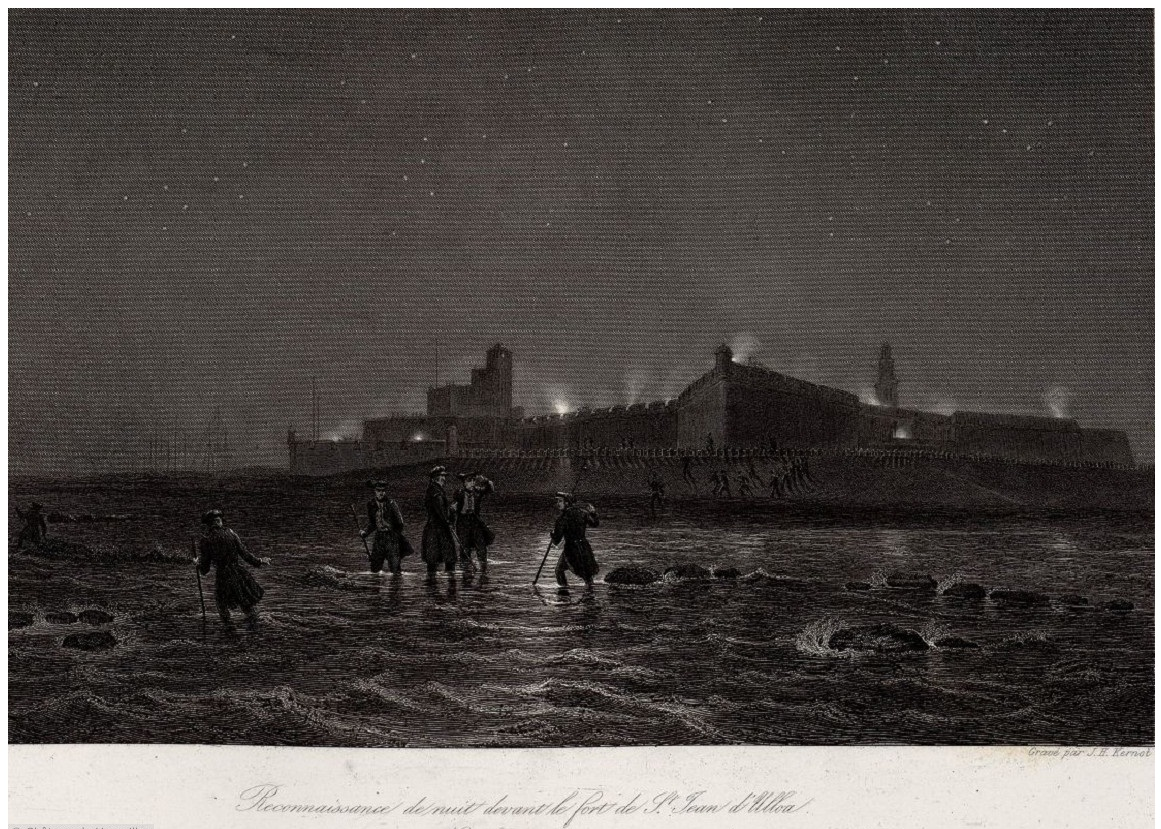
Les longues semaines de négociations permettent aux Français de reconnaitre les lieux pour préparer le combat.
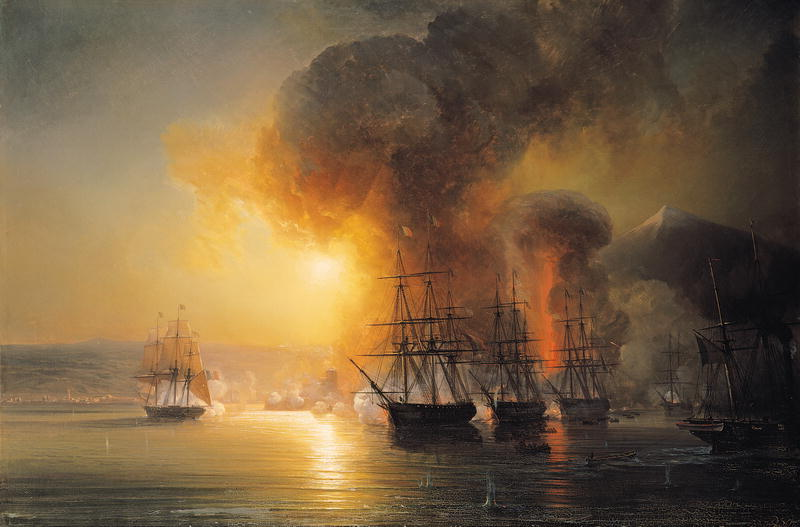
Le 27 novembre 1838, l'escadre de Baudin bombarde et détruit le fort Saint-Jean d’Ulloa qui est contraint de capituler.
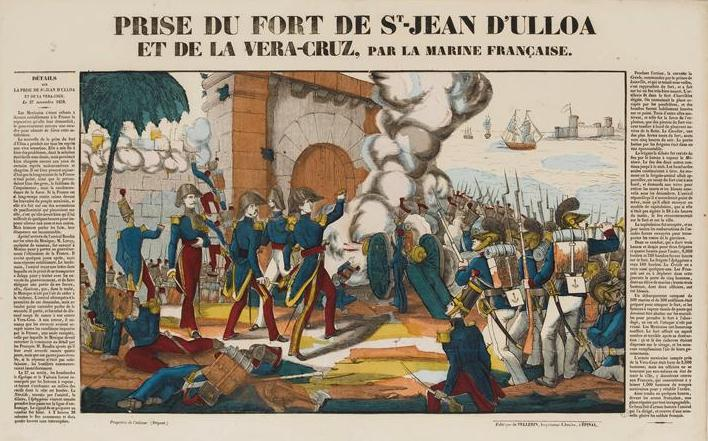
La prise du fort Saint-Jean d’Ulloa et de Veracruz, vues par une gravure populaire naïve du XIXe siècle (Images d'Épinal).
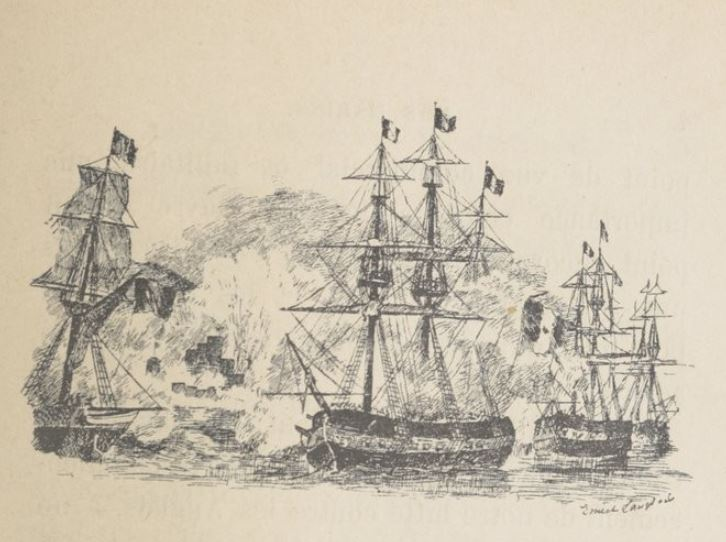
L'escadre française bombarde le fort.

## Le raid sur Veracruz (5 décembre)

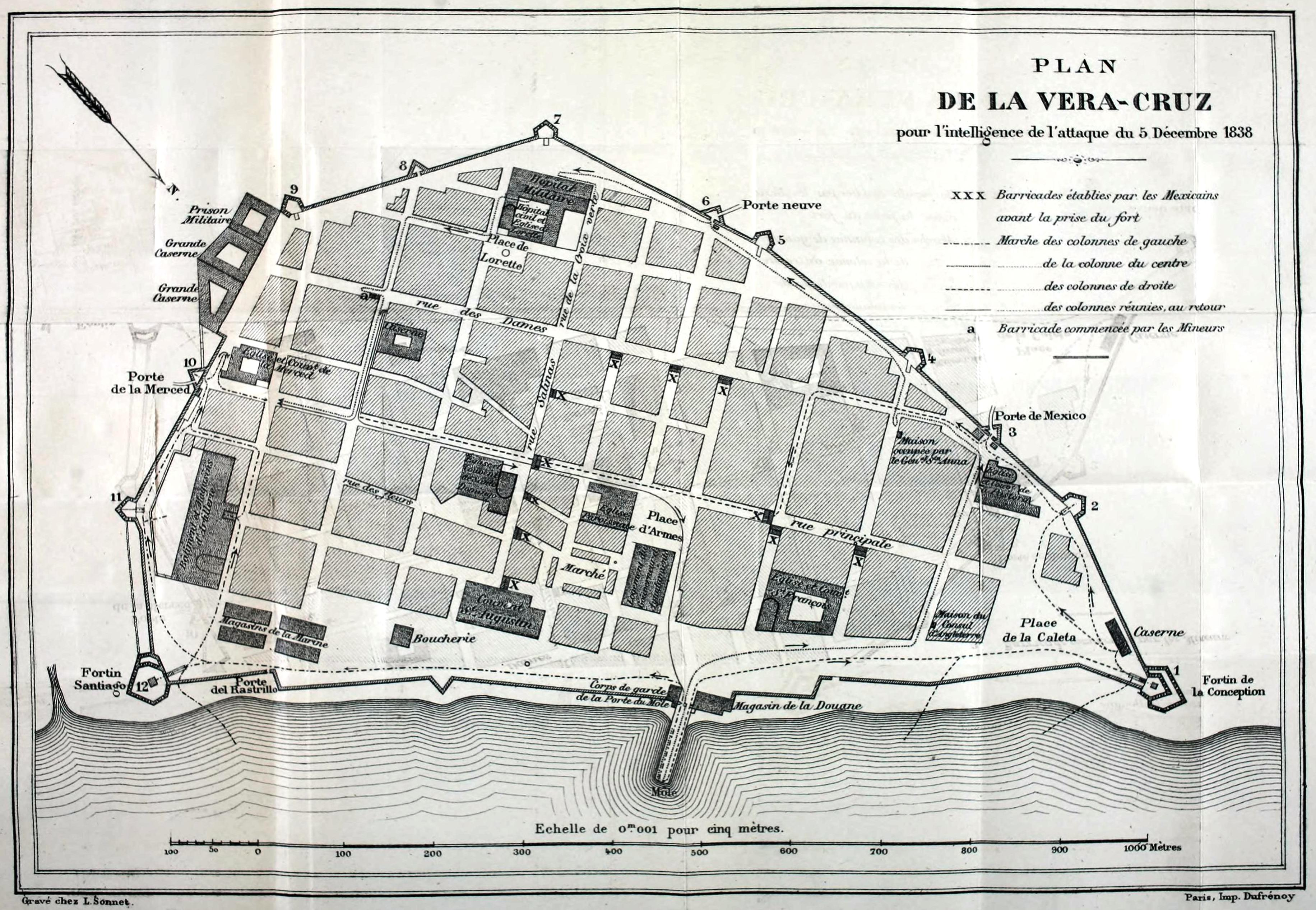
Plan de l’attaque et de la progression des colonnes françaises dans Veracruz. La cité est rapidement investie car les Mexicains sont totalement pris par surprise.

La reddition du fort et de la ville provoque la stupeur puis la colère du gouvernement mexicain. Le président Bustamante déclare aussitôt la guerre à la France, ordonne l’expulsion de tous les Français vivant au Mexique, démet de son commandement le général Rincón et décide l’envoi d’une armée de secours,. Cette dernière, qui compte sans doute 3 200 hommes, est confiée aux généraux Santa Anna et Arista. Elle fait rapidement son entrée dans Veracruz. De nombreux résidents français, par peur des représailles, se réfugient dans le fort occupé. Alors que côté français on s’attendait à une reprise des négociations, il faut maintenant envisager d’autres opérations militaires. 
Baudin décide de réagir en attaquant Veracruz. Outre la garnison maintenant renforcée, la ville est aussi ceinturée de murailles alors que les Français n’ont que de petits effectifs à engager compte tenu des forces qui occupent le fort d’Ulloa. La ville, à cette époque, n’est cependant pas très étendue puisque les remparts, sur le front de mer ne font guère plus de 1 000 mètres de long et sa profondeur maximum vers l’intérieur des terres est inférieure à 600 mètres (voir plan ci-contre). On dispose aussi de bons renseignements sur le plan des quartiers et la localisation des casernes. Une attaque est donc possible si l'on joue de l’effet de surprise. C'est l'option que retient Baudin : un débarquement à l’aube avec le double objectif de « désarmer les forts [de la ville] et pour enlever le général Santa Anna. » Pour disposer d’un effectif suffisant, on puise dans les équipages : des matelots armés sont amalgamés aux artilleurs et à la compagnie du Génie
Le 5 décembre, à 5 h 0 du matin, les embarcations de l’escadre débarquent sur les plages 1 500 hommes qui se partagent en trois colonnes. Les deux colonnes des ailes escaladent les remparts, au niveau des fortins Santiago et de la Conception (voir carte ci-contre). La surprise des Mexicains est totale : aucun coup de feu n’est tiré, ce qui semble indiquer, chose à peine croyable, que les murailles n’étaient pas gardées. Les deux colonnes renversent les canons, brisent les affûts et continuent leur marche au pas de charge sur les murailles pour se rejoindre de l’autre côté de la ville.
La colonne du centre est confiée au commandant de la Créole, le prince de Joinville, qui s’est illustré lors du siège du fort. Elle est chargée de l’effort principal : faire sauter la porte qui donne sur le môle portuaire, pénétrer dans la ville et foncer vers les bâtiments où l’on pense trouver les généraux mexicains. C’est une pleine réussite : la porte est pulvérisée par un sac de poudre posé par le Génie. La colonne s’élance et arrive rapidement au quartier général mexicain alors que les gardes, enfin alertés, commencent à réagir et que les frégates ouvrent le feu sur les casernes de la ville. Le combat réveille Santa Anna qui n’a que le temps de s’enfuir par les terrasses des maisons voisines mais Arista est capturé. On se replie avec le prisonnier, mais on doit entamer un bref combat avec les troupes qui stationnent dans un monastère transformé en caserne. 
Baudin, qui a aussi mis pied à terre, juge que la place est neutralisée et ordonne le rembarquement général. Celui-ci se passe sans encombre pour les deux colonnes placées sur les ailes, mais Santa Anna, qui a regroupé ses forces, décide de contre-attaquer alors que la colonne centrale n’est pas encore totalement montée dans les canots. Le général mexicain, à cheval, traverse la ville à la tête de ses hommes et se précipite sur le môle où se trouve encore Baudin. Mais les Français, qui ont pris la précaution de retourner un canon mexicain pour se couvrir, ouvrent le feu à mitraille, suivis par les petites caronades dont sont équipées les chaloupes. Les assaillants sont balayés, dont Santa Anna qui est très sévèrement blessé alors que son cheval est tué sous lui. Les Français ont perdu 8 hommes et ont eu 56 blessés, touchés essentiellement au moment du rembarquement. Sur la chaloupe de Baudin, on relève même cinq impacts de balle. Les Mexicains, aux dires de Santa Anna, ont eu 31 morts et 26 blessés.

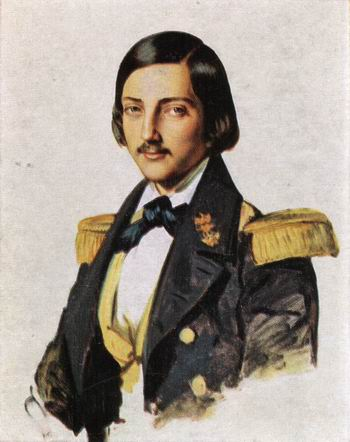
Le prince de Joinville, qui s’est illustré lors du bombardement du fort, est chargé de l’attaque principale sur Veracruz.
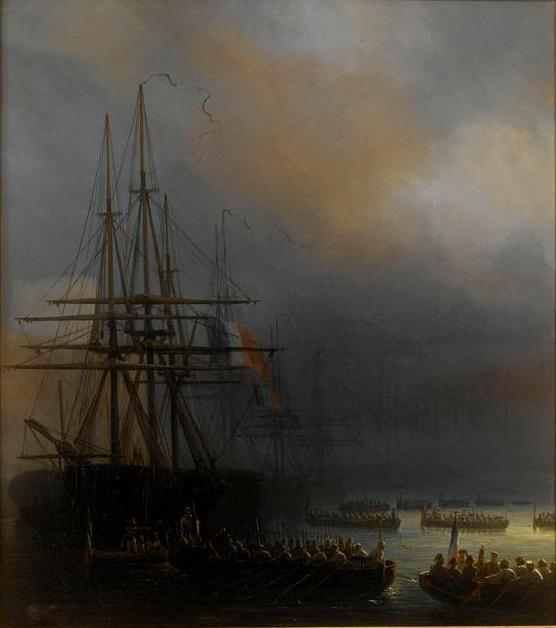
Les 1500 hommes, formés en trois colonnes, débarquent à l’aube du 5 décembre pour bénéficier de l’effet de surprise.
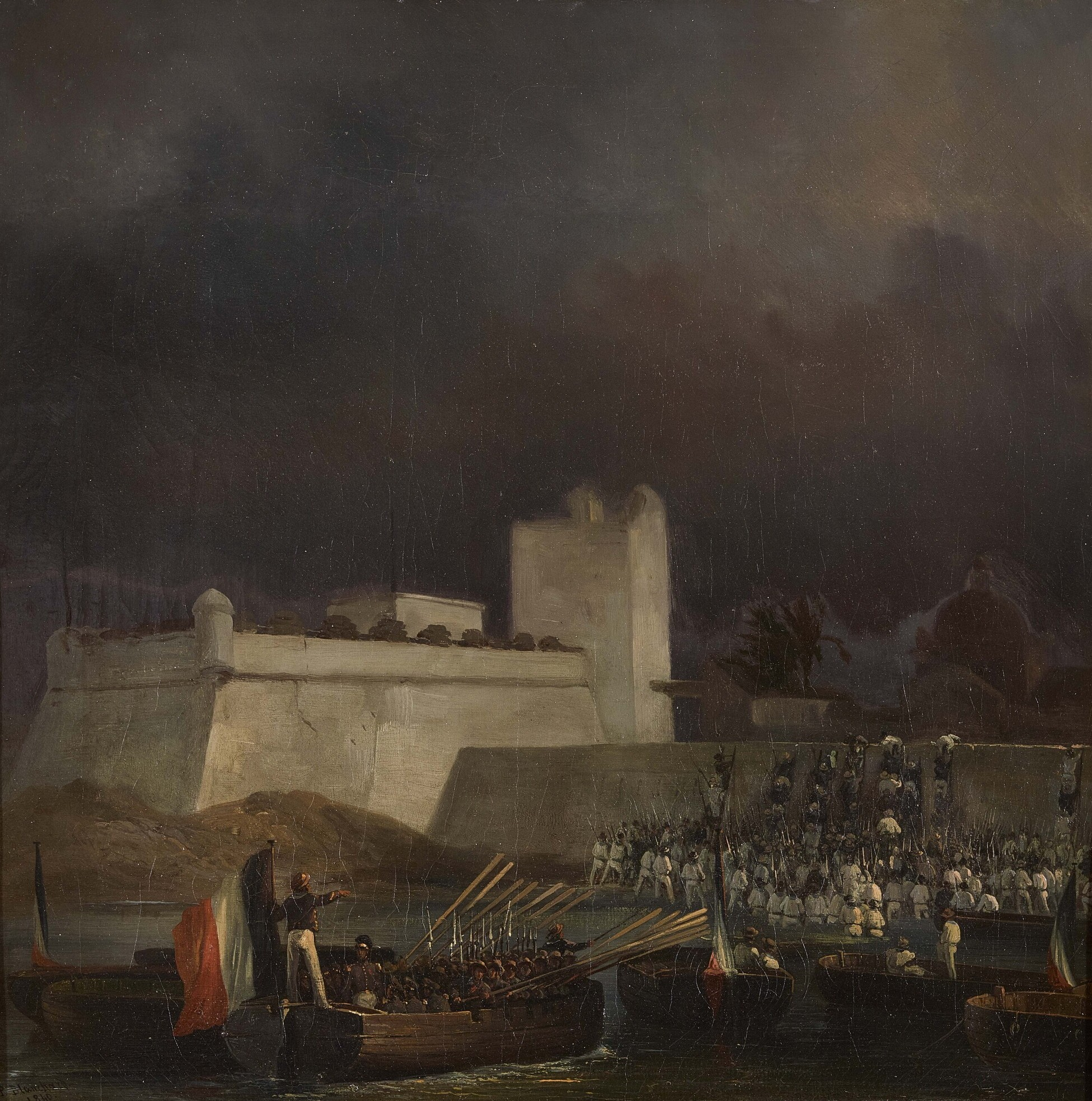
Deux colonnes françaises escaladent sans encombre les murailles non gardées et investissent la ville qui dort encore.
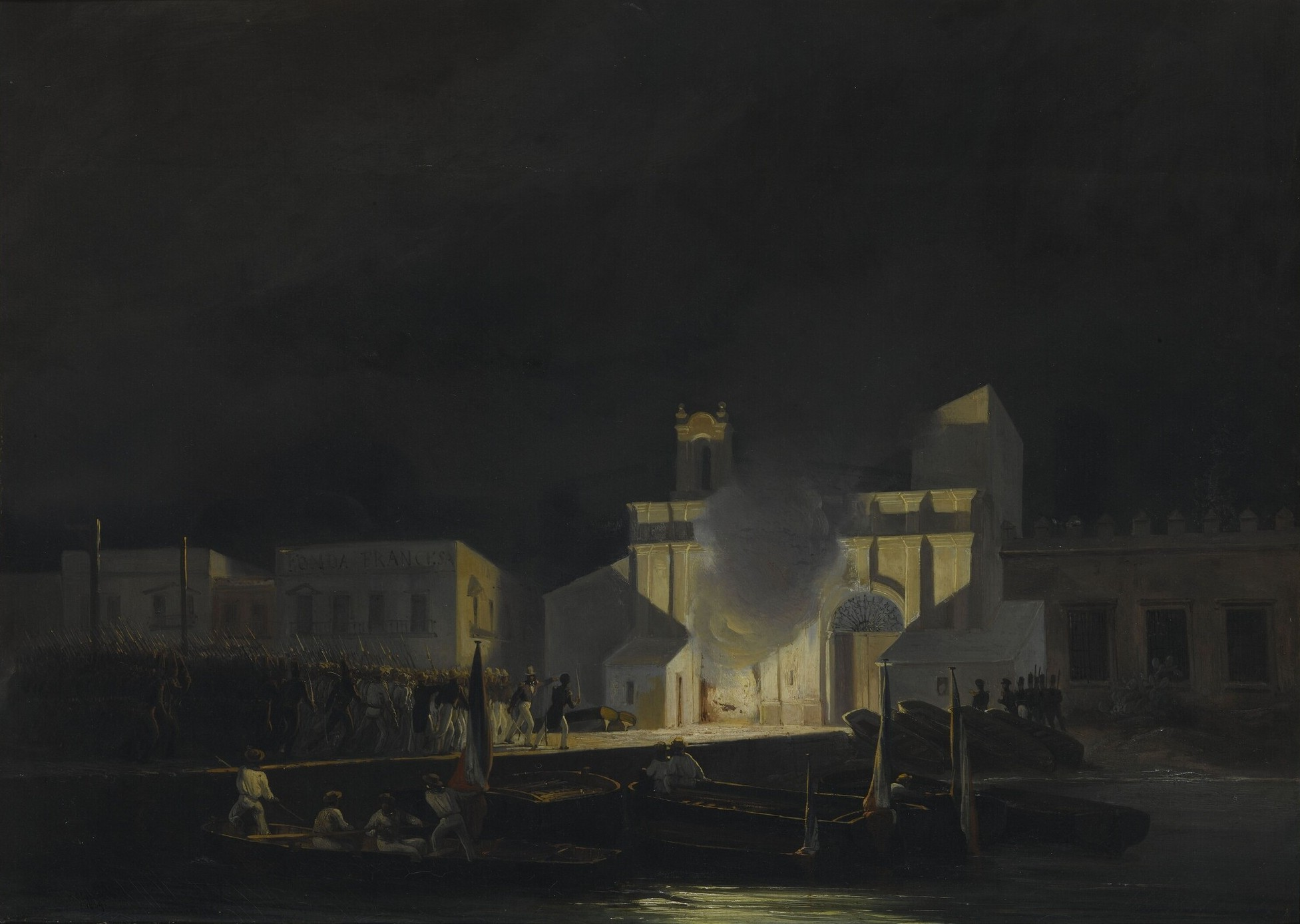
La colonne centrale, menée par Joinville, fait sauter la porte du fort donnant sur le môle.
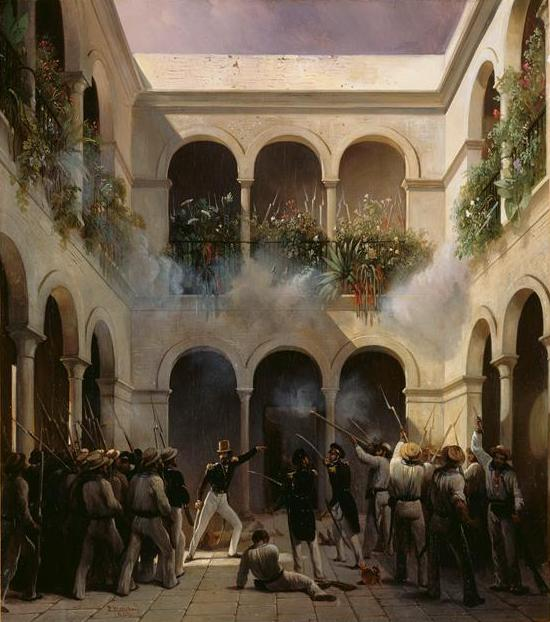
Les forces de Joinville investissent par surprise l’état-major mexicain alors que les gardes tentent de réagir. (Pharamond Blanchard, 1843)
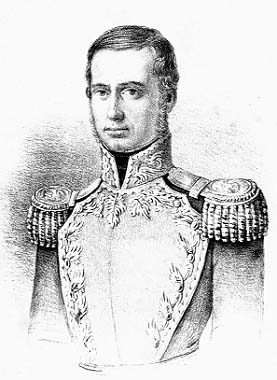
Le général Arista est capturé par les Français alors que Santa Anna s’échappe de justesse et tente de contre-attaquer.

## Les suites politico-militaires de la défaite mexicaine

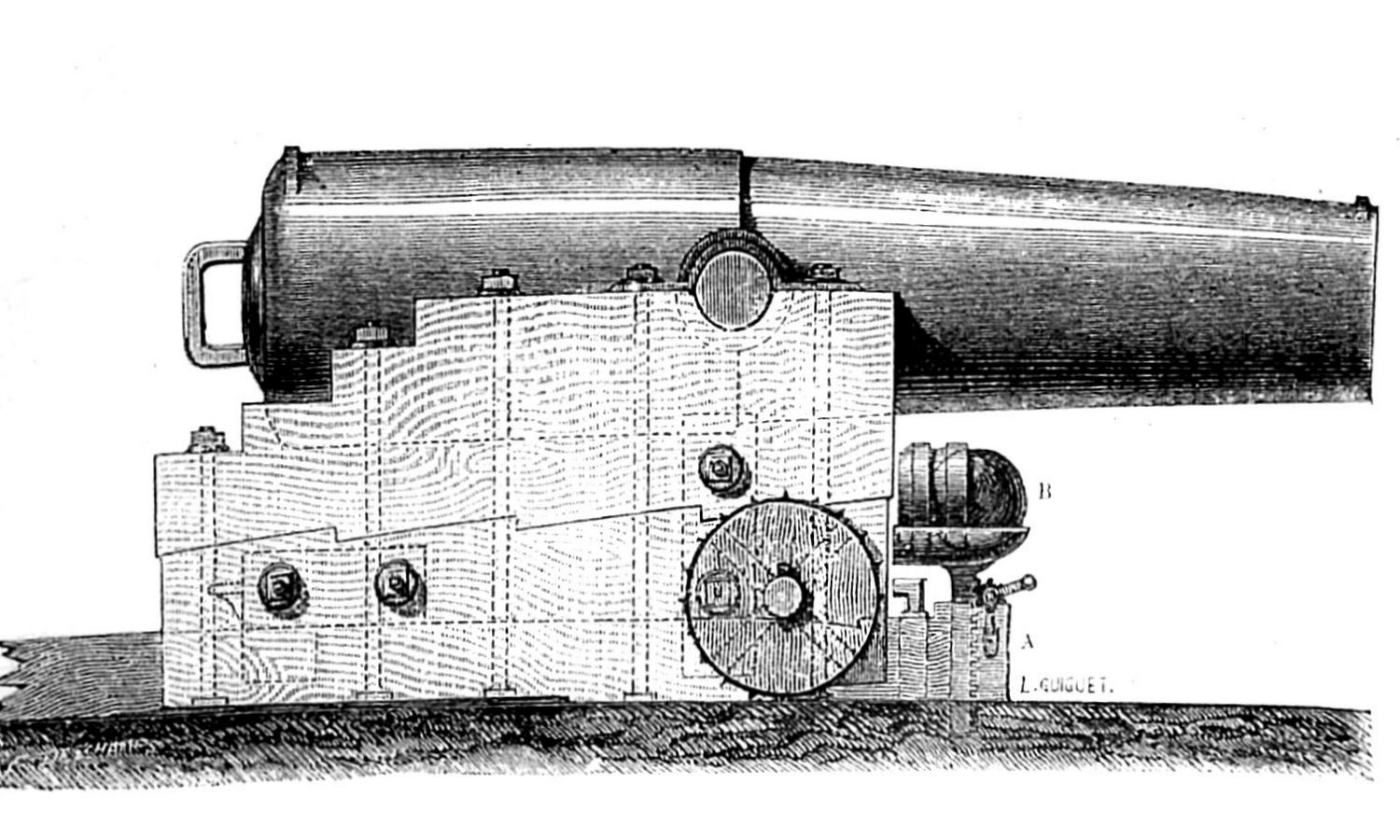
La rapidité avec laquelle le fort a été réduit fait découvrir au monde le canon « à la Paixhans » qui tire des obus explosifs au lieu des boulets plein traditionnels.

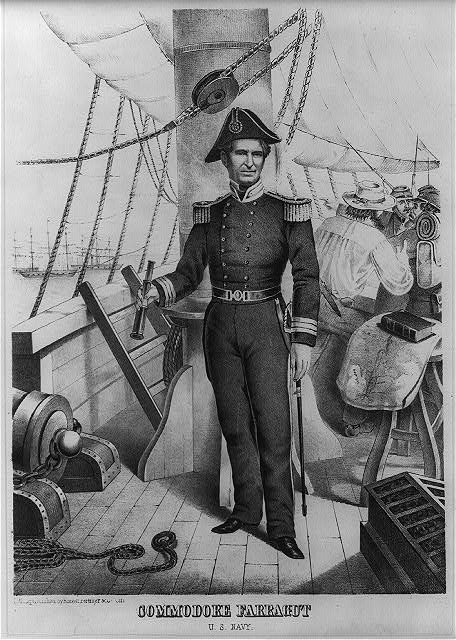
David Farragut, futur commandant de la marine américaine, observe le combat et signale immédiatement à son gouvernement l'importance de la nouvelle arme.

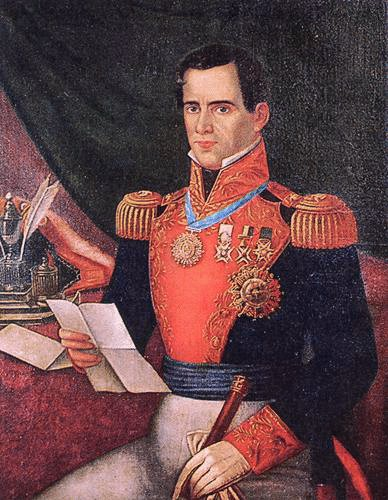
Le conflit renforce l'instabilité politique du Mexique : le général Santa Anna profite de sa popularité pour renverser le président Bustamante et s'emparer du pouvoir après la signature de la paix.

### Le traité de paix
La double défaite sur Saint-Jean d’Ulloa et Veracruz pousse le gouvernement mexicain à reprendre les négociations, d’autant que les demandes des Français n’ont pas changé, ces derniers ayant toujours pour objectif limité d’obtenir l’indemnité pour leurs concitoyens lésés dans leurs affaires et assurer leur sécurité sur le territoire mexicain. Paris n’a pas l’intention de faire des conquêtes territoriales : Veracruz reste entre les mains du gouvernement de Bustamante, même si l’armée mexicaine, échaudée, a préféré évacuer aussi la ville qui se trouve de facto démilitarisée. Le fort, toujours conservé par les Français ne sert que de gage pour négocier. 
De laborieuses discussions s’engagent alors que le Royaume-Uni offre sa médiation. Une médiation appuyée par une importante escadre aux ordres de l’ambassadeur Richard Pakenham et qui a des airs de menace invitant les Français à ne pas aller trop loin. La paix est finalement signée le 9 mars 1839 à Veracruz. Le gouvernement mexicain accepte de payer les 600 000 pesos demandés et les résidents français ne sont plus inquiétés. Le succès de l’expédition vaut à Baudin le grade de vice-amiral. L’escadre rentre sur Brest le 15 août 1839, pas fâchée d’avoir rendu les ruines du fort aux Mexicains, son occupation ayant encore couté la vie à 24 artilleurs emportés par la fièvre jaune.

### Les premiers canons à obus sous le regard des observateurs étrangers
L’impact de ces combats dépasse cependant le cadre de la guerre franco-mexicaine, tout particulièrement pour ce qui est du bombardement du fort de Saint-Jean d’Ulloa. La chute de cette place considérée comme inexpugnable est une surprise complète à Mexico on l’a vu, mais aussi à Londres et Washington où l’émoi est considérable. Comme dans tout conflit, les observateurs militaires rendent leur rapport et mettent en garde leurs gouvernements respectifs s’ils l’estiment nécessaire. C’est ainsi que parmi les navires « neutres » observant les hostilités au large de Veracruz se trouvait une corvette britannique — le HMS Satellite —, une corvette américaine — l'USS Levant — avec un brick, et même un brick belge.
Le rapport remis par l’officier britannique provoque l’intervention du vieux Lord Wellington (le vainqueur de Waterloo) qui s’exclame au Parlement que « la prise de la forteresse de Saint-Jean d’Ulloa par une division de frégates françaises est le seul exemple que je connaisse d’une place régulièrement fortifiée qui ait été réduite par une force purement navale. » Affirmation qui n’est que partiellement vraie car au XVIIIe siècle, lors des guerres navales franco-anglaises, on avait vu des forts réduits au silence par le feu des vaisseaux, mais qui témoigne de l’inquiétude anglaise devant cette victoire aussi rapide qu’inattendue. 
Une victoire acquise grâce à un nouveau modèle de canon tirant des obus explosifs, le « canon à la Paixhans », du nom de son concepteur, le général Paixhans. L’innovation, avait été testée avec succès en 1824 sur un vaisseau de 80 canons déclassé qui était sorti ravagé de l’expérience. L’arme, une fois réglée le délicat problème de la sécurité de la fusée de mise à feu et du stockage des obus dans les cales, est progressivement entré en service à partir de 1827. Les amiraux, très prudents et conservateurs, n’ont doté les navires que d’un nombre réduit de ces nouveaux équipements — quatre par vaisseaux, deux par frégates — conservant en majorité les canons à boulets plein et les caronades dont ils ont l’habitude. Une discrétion qui explique que la Royal Navy, pourtant vigilante vis-à-vis de la France — réflexe hérité de la période napoléonienne — n’a rien vu venir. Un aveuglement qui s’explique aussi par les fait que les munitions explosives existent déjà depuis la fin du XVIIe siècle avec la galiote à bombes, appelée aussi « bombarde » et dont deux unités, le Vulcain et le Cyclope sont présents dans l’escadre française. Mais la bombarde, qui tire des bombes à l’aide d’un mortier de gros calibre, dispose d’une portée très limitée à cause du tir courbe. Elle doit donc s’approcher assez près de sa cible ce qui la rend vulnérable, alors que le canon de Paixhans qui « permet le tir horizontal des bombes » sur une plus longue portée résout avantageusement le problème et se montre autrement menaçant que la bombarde.
L’observateur américain présent sur les lieux se nomme David Farragut. Cet officier alors inconnu commandera plus tard la marine de guerre américaine et sera l’artisan, pendant la guerre de Sécession de la victoire navale du Nord sur le Sud. Lui aussi constate, admiratif, l’effet foudroyant des obus français et en signale l’importance capitale à son gouvernement. Les très faibles pertes sur les navires de Baudin, alors qu’ils sont eux aussi à portée de tir des canons mexicains, témoignent de cette puissance de feu nouvelle qui a rapidement surclassé les défenses du fort. Pourtant, l’examen des rapports remis après le bombardement montrent que se sont essentiellement des munitions traditionnelles qui ont été utilisées puisque les trois frégates et la corvette ont tiré 7 771 boulets contre 177 obus seulement. On remarque même que les traditionnelles bombardes ont tiré 302 bombes, soit presque le double des obus. Bombes qui ont d’ailleurs joué un rôle important puisque ce sont elles qui ont crevé les voûtes des magasins de poudre et provoqué les immenses explosions. Les premiers pas de l’obus sont donc timides, mais assez spectaculaires pour impressionner tous les observateurs qui sentent que les « murailles en bois » des gros vaisseaux de ligne sont clairement menacées. 
Ainsi s’explique l’arrivée tardive et inquiète de l’escadre anglaise de Packenham venue proposer sa « médiation ». Quoi qu’il en soit, toutes les grandes marines vont s'équiper de « canons à la Paixhans » après 1838. Lors de la bataille de Sinope en 1853, à sa première utilisation dans un combat purement navale, la Marine ottomane, qui n'utilise encore que le boulet de canon, est totalement pulvérisée par les obus russes.
Les combats d’Ulloa et de Veracruz ont confirmé aussi l’utilité de la vapeur. Les navires de guerre sont encore tous à voiles, mais les petits navires à vapeur, malgré leurs faibles moteurs (100 cv) et leurs fragiles roues à aubes (l’hélice n’en est qu’au stade expérimental), ont joué un rôle essentiel dans la victoire française en positionnement idéalement frégates et bombardes puis en assurant leur repli. Un rôle d’avenir qui ne surprend cependant personne, la France ayant déjà utilisé un navire à vapeur en 1830 pour manœuvrer la flotte lors du débarquement devant Alger.

### Les conséquences pour le Mexique et la France
Côté mexicain, cette courte guerre a des effets politiques importants. Le général Santa Anna, sorti discrédité de la révolution texane où il a été battu et capturé en 1836, est remis en selle par le combat de Veracruz. L’homme n’a pourtant guère brillé dans la mise en défense de la ville et a failli être capturé au pied du lit comme son collègue Arista. Mais la tentative de contre-attaque sur le port fait de lui un héros national, malgré son échec total. Grièvement blessé, Santa Anna est amputé le 6 décembre d’une jambe et reste plusieurs jours entre la vie et la mort. Le combat, qu’il raconte à sa façon dans son rapport comme une victoire contre les Français, lui vaut la plus grande popularité. Sa jambe est enterrée avec les honneurs militaires à Mexico, et Santa Anna, grâce au contrôle de l’armée, va s’emparer du pouvoir le 20 mars 1839 (peu après la paix) en renversant le président Anastasio Bustamante qui va se réfugier plusieurs années en Europe. Cette courte guerre a donc pour effet de renforcer l’instabilité politique du Mexique.
Côté français, cette expédition met en valeur l’expérience, au travers de Baudin, d’un vieil officier qui représente la marine à voile alors à son apogée et celle d’un très jeune combattant qui représente la marine du futur, le prince de Joinville. Celui-ci, fils du roi Louis-Philippe, est entré dans la marine à 13 ans, puis a accédé au grade de capitaine de corvette en mai 1838 et reçu le commandement de la Créole à l’âge de 20 ans. Une rapidité de promotion qui étonne et peut laisser penser que sa naissance a primé sur ses qualités, mais il n’en est rien. Joinville s’est révélé un bon marin doublé d’un officier habile et courageux comme l’a montré son action sur la Créole devant le fort d’Ulloa et lors de l’attaque de Veracruz. Joinville, passionné d’évolution technique, va ensuite se faire le thuriféraire de la marine à vapeur après son entrée au Conseil d'Amirauté (1843) et son accession au grade de vice-amiral (1844). 
Ce conflit apparait donc comme étant à la charnière de deux époques dans l’histoire de la marine de guerre. Pourtant, malgré l’émoi qu’il provoque sur l’instant, il ne va guère laisser de trace dans les mémoires. Le Mexique, dont l’histoire au XIXe siècle est très mouvementée, va connaitre bientôt face aux États-Unis une guerre malheureuse (1846-1848) lui causant de lourdes pertes territoriales, puis une deuxième intervention française massive et sanglante (1861-1867) ; évènements qui vont reléguer le bombardement du fort d’Ulloa et la prise éphémère de Veracruz au rang de petite expédition côtière. Pour ce qui est de la France, outre la deuxième intervention de 1861, les lourds conflits auxquels elle va participer en Europe avec la guerre de Crimée (1853-1856) et la campagne en Italie contre l’Autriche (1859) ainsi qu'en Asie (guerre de l'Opium), vont avoir pour effet de lui faire rapidement oublier cette affaire qui ne laisse guère aujourd’hui comme souvenir que les tableaux commandés par Louis-Philippe pour décorer Versailles dans les années 1840. Quant à la communauté française du Mexique, elle ne va pas souffrir de ce conflit : renforcée par une immigration régulière, elle va continuer à prospérer, au point de représenter à la fin du XIXe siècle un lobby économique et culturel non négligeable sous la présidence de Porfirio Díaz.

### Sources et bibliographie
: document utilisé comme source pour la rédaction de cet article.
En français
- Adrien Dauzats et Pharamond Blanchard, San Juan de Uluà, ou Relation de l'expédition française au Mexique, sous les ordres de M. le contre-amiral Baudin, chez Gide, éditeur, 1839, 591 p. (lire en ligne)
- Charles Mullié, Biographie des célébrités militaires des armées de terre et de mer de 1789 à 1850, 1852 [détail de l’édition]
- Edmond Jurien de la Gravière, L’amiral Baudin, éditions Plon, 1888, 198 p. (lire en ligne), p. 107 et suiv.
- Jacques Penot, « L'expansion commerciale française au Mexique et les causes du conflit franco-mexicain de 1838-1839 », Bulletin Hispanique, vol. 75, nos 1-2,‎ 1973, p. 169-201 (lire en ligne)
- Henry B. Parkes (préf. de Jacques Soustelle), Histoire du Mexique, Paris, Payot, 1980 (ISBN 2-228-12790-6)
- Jean Meyer et Martine Acerra, Histoire de la marine française : des origines à nos jours, Rennes, Ouest-France, 1994, 427 p. [détail de l’édition] (ISBN 2-7373-1129-2, BNF 35734655)
- Étienne Taillemite et Maurice Dupont, Les Guerres navales françaises du Moyen Âge à la guerre du Golfe, Paris, SPM, coll. « Kronos », 1996, 392 p. (ISBN 2-901952-21-6)
- Étienne Taillemite, Dictionnaire des marins français, Paris, Tallandier, coll. « Dictionnaires », octobre 2002, 537 p. [détail de l’édition] (ISBN 978-2847340082)
- Michel Vergé-Franceschi, Dictionnaire d'histoire maritime, Paris, Robert Laffont, coll. « Bouquins », 2002 (ISBN 978-2-221-09744-1)
- Guy Le Moing, Les 600 plus grandes batailles navales de l'Histoire, Rennes, Marines Éditions, mai 2011, 620 p. (ISBN 978-2-35743-077-8)
- Rémi Monaque, Une histoire de la marine de guerre française, Paris, éditions Perrin, 2016, 526 p. (ISBN 978-2-262-03715-4)

En anglais
- (en) William Quereau Force, Army and navy chronicle, and Scientific repository, 1839, 421 p. (lire en ligne), p. 159
- (en) Frederick Leslie Robertson, The evolution of naval armament, Londres, Constable & Company, 1921, 416 p. (lire en ligne)

En espagnol
- (es) Vicente Riva Palacio (dir.) et Enrique Olavarría y Ferrari, México a través de los siglos, vol. IV : México independiente (1821-1855), Mexico D.F. (Mexique), 1880, 920 p. (lire en ligne), p. 409 et suiv.